# غورين (هاباروفسك)
غورين (بالروسية: Горин) هي مدينة في مقاطعة خاباروفسك كراي في روسيا.